# Doseone
Adam Drucker (21 de abril de 1977), más conocido por su nombre artístico Doseone, es un rapero, productor, poeta y artista visual estadounidense. Es cofundador de la discográfica de hip-hop Anticon. También ha sido miembro de numerosos grupos que incluyen Deep Puddle Dynamics, Greenthink, Clouddead, Themselves, Subtle, 13 & God, Go Dark, Nevermen y A7pha.

## Historia
Doseone es conocido por sus extensas colaboraciones con otros miembros de Anticon, formando numerosos grupos y presentando spots de invitados en los lanzamientos de otros. Ha grabado con muchos músicos, incluido Sr. Dibbs, Aesop Rock, Slug, Sole, Alias, Jel, Odd Nosdam, Why?, Fog, Boom Bip, The Notwist y Mike Patton. También ha lanzado varios álbumes como solista, incluido el álbum hablado Soft Skulls y una compilación de CD de audio y libro de poesía The Pelt.
Al principio de su carrera musical, Doseone compitió en una batalla de freestyle rap con el entonces desconocido Eminem en Scribble Jam en 1997. En 1998, Doseone lanzó su primer álbum en solitario, Hemispheres. En 2000, lanzó Circle, un álbum de colaboración con el productor Boom Bip. En 2012, lanzó el álbum en solitario, G Is for Deep, en Anticon.
Doseone es también un artista visual. Ha trabajado en la portada de muchos de los álbumes en los que ha actuado. Ha contribuido con la obra de arte en el álbum de Jel, 'Soft Money', en 2006. También ha trabajado en animación. Trabajó en una caricatura animada en línea NOTGarfield. La serie consta de personajes de Garfield involucrados en situaciones surrealistas.
En enero de 2012 se anunció que Adult Swim había ordenado un piloto de una serie animada llamada Mars Safari que contaría con una banda sonora de Doseone y Jel. Doseone estaría junto a Steve Little y Carl Weathers para dar voz al personaje Emilio.
Doseone también ha participado en la creación de música para juegos independientes, incluidos Samurai Gunn, Catacomb Kids, Enter the Gungeon, Vlambeer, Messhof, Nidhogg 2 y muchos otros juegos independientes actualmente en desarrollo.

## Estilo
Doseone es conocido por su voz nasal y aguda, estilo de rap rápido y letras extremadamente densas y abstractas. Sus letras tienden a expresarse sobre temas de infancia, naturaleza y la vida estadounidense. Mientras baila y canta en el escenario, a menudo también actúa simultáneamente en el sintetizador, sampler, o el teclado.

## Discografía
Álbumes
- Hemispheres (1998)
- It's Not Easy Being... (1998) (con Why?, como Greenthink)
- Blindfold (1999) (Greenthink)
- Slowdeath (1999)
- Circle (2000) (con Boom Bip)
- Object Beings (2001) (con Why? & Pedestrian, como Object Beings)
- Ha (2005)
- Soft Skulls (2007)
- Skeleton Repelent (2007)
- G Is for Deep (2012)
- Super Game Jam: Soundtrack (2014) (con Kozilek)
- 0rbitalis: Soundtrack (2015)
- Enter the Gungeon: Soundtrack (2016)
- Disc Room: Soundtrack (2016)
- A7pha (2017) (con Mestizo, como A7pha)

Live albums
- Apogee (1997) (con Why?, Josiah & Mr. Dibbs, como Apogee)
- Be Evil (2009)

EPs
- Crazy Hitman Science (1999) (con Jel, Why?, et al., as Blud N Gutz)
- The Samurai Gunn (2013)
- Free Ring Tone of the Month Vol. I (2013)
- Bitchsword (2014) (con Ash, como Go Dark)
- Heavy Bullets (2014)
- Free Ring Tone of the Month Vol. II (2014)
- Brightwild (2015) (Go Dark)
- Hunt Me (2016) (Go Dark)

Singles
- "Attack of the Postmodern Pat Boones / Cannibalism of the Object Beings" (2000) (Object Beings)

'Libros de audio
- The Pelt (2003)
- Unearthing (2010) (with Andrew Broder, as Crook & Flail)